# Пан Американ (телесериал)
«Пан Американ» (англ. Pan Am) — американский драматический телесериал, действие которого разворачивается в середине 1960-х годов. Премьера сериала состоялась 25 сентября 2011 года на телеканале ABC. Заключительная серия первого сезона вышла в эфир 19 февраля 2012 года. 11 мая 2012 года телеканал ABC объявил, что не будет продлевать сериал на второй сезон.

## Сюжет

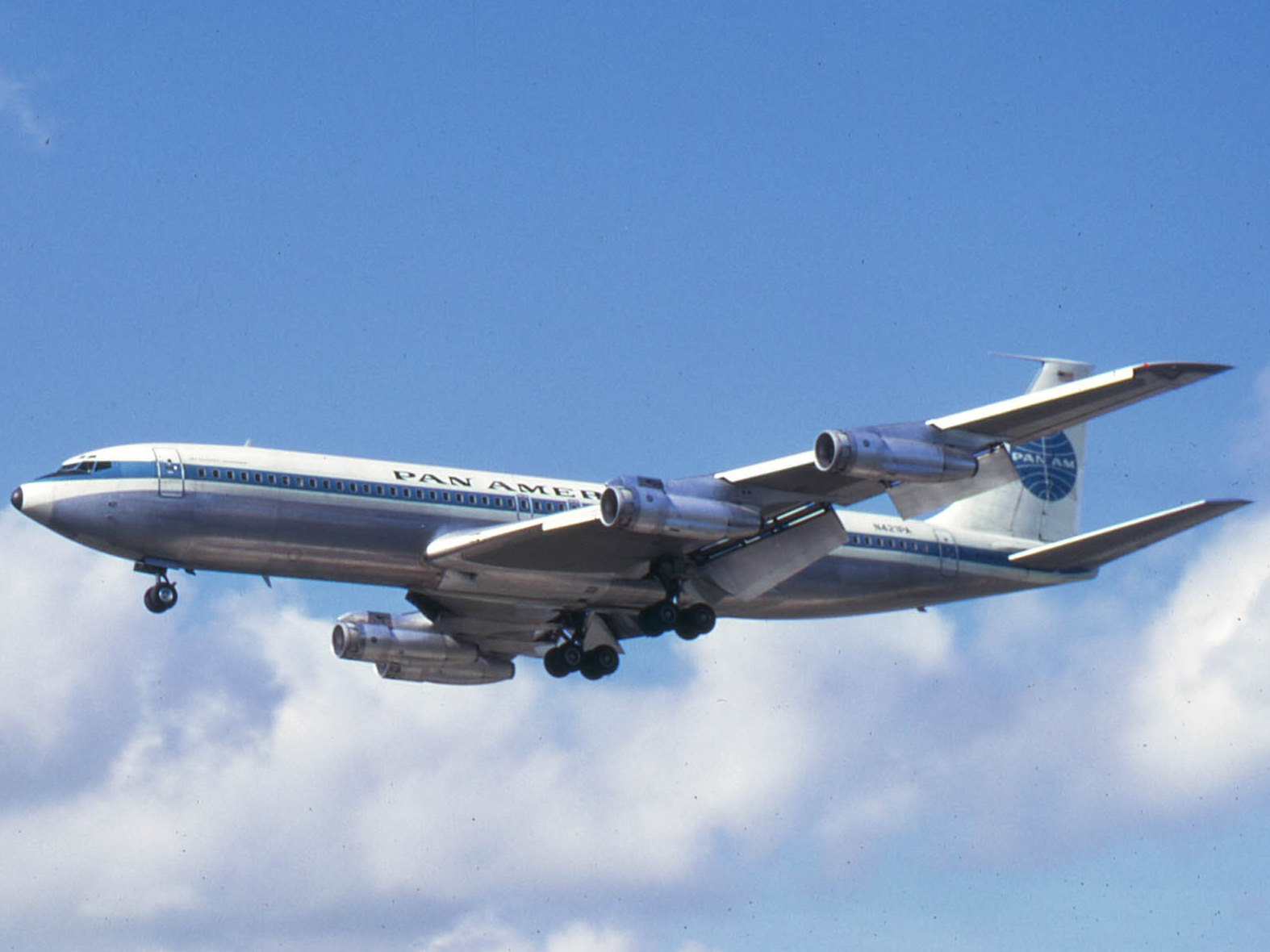
Boeing 707 стал одним из «героев» сериала

1963 год. В центре сюжета жизнь пилотов и стюардесс из известной авиакомпании Pan American World Airways.

## В ролях

### Основной состав
- Кристина Риччи — Маргарет «Мэгги» Райан, старшая бортпроводница, которая не боится отстаивать собственные принципы, даже если рискует при этом своим статусом.
- Марго Робби — Лора Кэмерон, стюардесса, недавно выпустилась из тренировочного центра, младшая сестра Кейт Кэмерон. Лора появляется на обложке журнала LIFE, который делает её незначительной знаменитостью, что здорово раздражает её старшую сестру.
- Майкл Мосли — Тед Вандервэй, второй пилот команды. Бывший сотрудник ВМС США, летчик-испытатель, был с почетом уволен из ВМС США, после того как военно-морской суд обвинил его в падении самолета, который он пилотировал. Утверждал, что самолет упал из-за неполадок в механике самолета, однако его отец (чья компания сконструировала самолет) не подтвердил эту версию и лишь в частной беседе с Тедом признал, что неполадка действительно имела место.
- Карин Ванасс — Колетт Валуа, французская стюардесса Pan Am. Осиротев во время оккупации немецкими войсками Франции во время Второй мировой войны, она до сих пор держит чувство обиды по отношению к немцам.
- Майк Фогель — Дин Лоури, пилот «Боинга 707», в начале сезона был повышен до капитана интернациональных рейсов Pan Am. Имел романтические связи с бывшей старшей бортпроводницей, Бриджет. Позднее влюбился в Колетт Валуа.
- Келли Гарнер — Кэтрин «Кейт» Кэмерон, опытная, владеющая тремя языками стюардесса. В пилотном эпизоде Кейт пополнила ряды Центрального разведывательного управления США и начала выполнять задания в качестве секретного работника. Она демонстрирует склонность к шпионажу, чем производит впечатление на своих работодателей, и к середине 1-го сезона её повышают с курьера до агента в этой организации.

### Второстепенный состав
- Аннабелль Уоллис — Бриджет Пирс, стюардесса, бывшая девушка Дина Лоури. В то же время являлась агентом ЦРУ, но после того как её раскрыли, ЦРУ поместило её в программу защиты. Однако после того, как Кейт убивает дилера, планировавшего украсть список с именами секретных агентов, Бриджет возвращается, устраивается на прежнюю работу и пытается вернуть Дина.
- Джереми Дэвидсон — Ричард Паркс, наставник Кейт из ЦРУ в Нью-Йорке. Он рекомендует Кейт для направления в Лэнгли для её обучения на специального агента ЦРУ.
- Кэл Парех — Санжив, бортинженер.
- Дэвид Харбор — Роджер Андерсон, агент МИ 6 и связной Кейт в Лондоне. Оказывается, что он является двойным агентом.
- Колин Доннел — Майк Раскин
- Джей О. Сандерс — Дуглас Вандервэй
- Горан Вишнич — Нико Лонца, югославский дипломат, завербованный Кейт Кэмерон для работы на американское правительство. Его с Кейт некоторое время связывали романтические отношения.
- Вианн Какс — мисс Хавемейр
- Эрин Каммингс — Джинни Садлер
- Скотт Коэн — Эверетт Хэнсон
- Крис Бетем — конгрессмен Кристофер Роулингс
- Даррен Пэтти — капитан Джордж Бройлс
- Эшли Грин — Аманда Мэйсон, подруга детства Теда, его девушка, а затем и невеста. На вечеринке она целует Мэгги, а потом признается Теду, что её больше влечет к женщинам, чем к мужчинам. Предлагает ему свободный брак, но тот отказывается.
- Питер Марек — Омар

## История создания
В начале 2011 года было объявлено что ABC разрабатывает пилот шоу, производством которого занимается Sony Pictures Television. Sony также приобрела права на использование логотипа компании Pan Am.
13 мая канал утвердил пилот и заказал съемки сериала.

## Реакция

### Отзывы критиков
Шоу было встречено с положительными отзывами с начальным счётом 67 из 100 на «Metacritic».

### Рейтинги
Пилотный эпизод привлёк более 11 млн. зрителей и демо рейтинг 3,1 в категории 18-49. Следующий эпизод привлек 7,76 млн зрителей и демо 2,6. Третий упал до 6,38 и 1,9, а четвёртый до 5,89 млн и 1,8 в демо.

## Эпизоды
| №  | Название                                             | Режиссёр            | Автор сценария                                                         | Дата премьеры    | Произв. код | Зрители в США (млн) |
| -- | ---------------------------------------------------- | ------------------- | ---------------------------------------------------------------------- | ---------------- | ----------- | ------------------- |
| 1  | «Pilot» «Пилотная серия»                             | Томас Шламме        | Джек Орман                                                             | 25 сентября 2011 | PA-101      | 11,06               |
| 2  | «We'll Always Have Paris» «У нас у всех будет Париж» | Кристофер Мисиано   | Майк Дэниэлс и Джек Орман                                              | 2 октября 2011   | PA-103      | 7,76                |
| 3  | «Ich Bin Ein Berliner» «Я берлинец»                  | Алекс Грейвз        | Яхлин Чанг                                                             | 9 октября 2011   | PA-104      | 6,38                |
| 4  | «Eastern Exposure» «Восточная выдержка»              | Томас Шламме        | Джек Орман и Мойра Уолли-Беккет                                        | 16 октября 2011  | PA-102      | 5,84                |
| 5  | «One Coin in a Fountain» «Монетка в фонтане»         | Эндрь Берштейн      | Телесценарий: Джилл Эббинтали и Лидия Вудворт История: Лидия Вудворт   | 23 октября 2011  | PA-105      | 5,68                |
| 6  | «The Genuine Article» «Подлинная статья»             | Мэттью Пенн         | Тодд Эллис Кесслер и Ник Тил                                           | 30 октября 2011  | PA-106      | 5,46                |
| 7  | «Truth or Dare» «Правда или желание»                 | Джули Энн Робинсон  | Майк Дэниэлс и Джек Орман                                              | 6 ноября 2011    | PA-108      | 5,17                |
| 8  | «Unscheduled Departure» «Внеплановый полет»          | Миллисент Шелтон    | Джилл Эббинтали и Ник Тил                                              | 13 ноября 2011   | PA-109      | 5,64                |
| 9  | «Kiss Kiss Bang Bang» «Чмок-чмок Бах-Бах»            | Джон Фортенберри    | Мойра Уолли-Беккет и Лидия Вудворт                                     | 4 декабря 2011   | PA-110      | 4,65                |
| 10 | «Secrets and Lies» «Секреты и ложь»                  | Эллисон Лидди-Браун | Майк Дэниелс                                                           | 8 января 2012    | PA-111      | 3,96                |
| 11 | «Diplomatic Relations» «Дипломатические отношения»   | Дэвид Петрарка      | История: Тодд Эллис Кесслер Телесценарий: Джеффри Либер и Крейг Шапиро | 15 января 2012   | PA-112      | 3,82                |
| 12 | «New Frontiers» «Новые преграды»                     | Джон Фортенберри    | Джессика Рамос и Скотт Эрик Саммер                                     | 22 января 2012   | PA-113      | 3,74                |
| 13 | «Romance Languages» «Язык романтики»                 | Джон Дэвид Коулс    | Мойра Уоллет Беккетт                                                   | 12 февраля 2012  | PA-107      | 2,57                |
| 14 | «1964» «1964 год»                                    | Эндрю Берштейн      | Ник Тил                                                                | 19 февраля 2012  | PA-114      | 3,77                |

## Исторические неточности
Действие сериала происходит в 1963, первая серия начинается с первого реактивного рейса через Атлантику в Лондон. В действительности, первый реактивный трансатлантический рейс Pan Am был выполнен 16 октября 1958 по маршруту Нью-Йорк—Париж на самолёте Boeing-707-121 «Jet Clipper America»
Первый рейс Pan Am в СССР был выполнен не в 1963 году, а пятью годами позже — 15 июля 1968 года на самолёте Boeing 707-320B N405PA «Clipper Stargazer».